# Liste des gouverneurs de Gozo
Liste des gouverneurs de Gozo :

## Durant la domination des chevaliers de l'Ordre de Saint-Jean de Jérusalem[1]
- 1530 – 1531 : Giovanni de Soria
- 1531 – 1532 : Antonio di Platamone
- 1532 – 1533 : Francesco di Platamone (première fois)
- 1533 – 1534 : Andrea Mannara
- 1534 – 1536 : Bartolomeo di Platamone
- 1536 – 1538 : Francesco di Platamone (deuxième fois)
- 1538 – 1539 : Alonso de Montagnes
- 1539 – 1540 : Didaco Cervantes de Bobadilla
- 1540 – 1542 : ....
- 1542 – 1543 : Calcerano Mompalao
- 1544 – 1545 : Alonso de Vagas
- 1545 – 1546 : Nicolo Caxaro
- 1546 – 1548 : ....
- 1548 – 1549 : Giulio Savona
- 1550 – 1551 : Andrea Castelletti
- 1551 – 1553 : Galatian de Sessè
- 1553 – 1560 : Pedro de Olivares
- 1560 – 1561 : Antoine de Fay (dit St.-Romain)
- 1561 – 1565 : ....
- 1565 – 1567 : janvierotto Torrellas
- 1567 – 1568 : Isidoro d'Arguiz
- 1568 – 1572 : ....
- 1572 – 1573 : Roderico Cortez
- 1573 – 1575 : Nicola Tornaquinci
- 1575 – 1581 : ....
- 1581 – 1583 : Bernard de Aldana
- 1583 – 1584 : George Fortuyn
- 1584 – 1585 : Octave de Castellane
- 1586 – 1594 : Pietro Spina
- c.1592/1595 : Faustino Bulgarini
- 1594 – 1596 : ....
- 1596 – 1597 : Pietro de Sangro
- 1597 – 1599 : Giovanni Andrea Capece
- 1599 – 1601 : Baldassare Manilla
- 1601 – 1605 : Ferdinando Rosselimini (Rossermini)
- 1606 – 1609 : François Mansell (Munsell) Saint-Leger
- 1610 – 1612 : Eugenio Ramirez Maldonato
- 1613 – 1614 : Farnçois de Cremaulx
- 1614 – 1616 : Jacques de Bovain dit Colubieres (Bouvin La Rognosa)
- 1616 – 1617 : Jean de Mars-Liviers
- 1617 – 1618 : Jacques-Christophe de Andlau
- 1618 – 1622 : Richard de Nini Claret
- 1622 - 1623 : Ludovico Vasconcelos
- 1623 – 1624 : Pierre de Carvel-de-Merey
- 1625 – 1626 : Jean-Baptiste de Galéan-Chateauneuf
- 1626 – 1628 : ....
- 1628 – 1629 : François du Puy-Trigonan
- 1630 – 1631 : Jean de Tiembrune-Valence
- 1631 – 1633 : Stefano del Portico
- 1633 – 1635 : Alexandre de Benque
- 1635 – 1637 : Henri de Lates-Entraygues
- 1638 – 1639 : Honore de Lascaris
- 1639 – 1640 : Jerome de Galean-Chateauneuf
- 1641 – 1642 : Jean-Scipio de Grailles-Chalettes
- 1642 – 1644 : ....
- 1644 – 1645 : Antoine Le Fort-Bennebost
- 1645 – 1646 : Henri de Villeneuve-Thorens
- 1647 – 1649 : Francisco de Salinas
- 1649 – 1650 : Joseph de Panisse
- 1651 – 1652 : Philibert de Cleron
- 1653 – 1654 : Isidoro de Arguiz y Antillon
- 1655 – 1656 : François de Vintimille-Montpezat
- 1657 – 1658 : François-Guillaume de Neulandt
- 1658 – 1660 : ....
- 1660 – 1661 : Joseph del Vayo y Agreda
- 1661 – 1662 : Erasmo de Albito
- 1663 – 1664 : Fabio Gori Pannellini
- 1664 – 1665 : Giovanni Cassia
- 1665 – 1666 : Ludovico Xedler y Gomez (première fois)
- 1666 - 1667 : Alessandro Fattinelli
- 1667 – 1669/70 : Ludovico Xedler y Gomez (deuxième fois)
- 1670 – 1671 : Carlo de Quirault
- 1671 – 1673 : Ottavio Tancredi
- 1673 – 1676 : Ludovico Xedler y Gomez (troisième fois)
- 1676 – 1678 : Francisco de Cordoba
- 1678 – 1679 : Etienne Pinto de Mirandal
- 1680 – 1681 : Pietro Gorgona
- 1682 – 1683 : Henri de Gratet de Dolomieu
- 1684 – 1685 : Albert de Banquemare
- 1686 – 1687 : Luigi Venato
- 1688 – 1689 : Girolamo Albergotti
- 1690 – 1691 : Ignazio Lores
- 1692 – 1693 : René de Marconnay de Cursay
- 1693 – 1696 : ....
- 1696 – 1697 : Marc' Antoine de Galean
- 1697 – 1699 : Octave de Galean
- 1699 – 1700 : François du Hamel
- 1701 – 1703 : Charles-Louis de Dautesar-Doradur
- 1703 – 1704 : George de La Rue
- 1705 – 1706 : Pierre-Nicolas Contet d'Aulanay
- 1706 – 1707 : Cinto de Montfort
- 1707 – 1710 : ....
- 1710 – 1711 : Alessandro Battali
- 1711 – 1712 : Claude de Fontanet la Valette
- 1712 – 1714 : ....
- 1714 – 1715 : Diego Garcia de Mula
- 1716 – 1717 : Pierre de Castellane
- 1718 – 1720 : Rene de Marbeuf
- 1719 – 1720 : Giovanni Giuseppe Caxaro (pour Marbeuf)
- 1720 - 1721 : Michel de Guast
- 1722 – 1723 : Paul-Antoine de Barbantane
- 1723 – 1729 : ....
- 1729 : Giuseppe Cassar
- 1729 : Paul-Antoine de Viguier
- 1729 – 1730 : ....
- 1730 – 1731 : Vincent de Vogüé-Gourdan
- 1731 – 1734 : Paul-Antoine de Viguier
- 1734 – 1735 : Hubert de Martenville
- 1735 – 1736 : Pierre Dupeyroux
- 1736 – 1738 : ....
- 1738 – 1739 : Bernadin de Marbeuf
- 1740 – 1741 : Ervens de Quesnoy
- 1742 – 1743 : Karl Friedrich Freiherr von Remching
- 1743 – 1744 : François-Alexandre de Vauchelle
- 1744 – 1745 : Joseph-Gabriel d'Olivary
- 1746 – 1747 : Claude-Joseph de Castellane
- 1748 – 1749 : Charles de Guast (première fois)
- 1749 – 1750 : Jacques-François de Chambray (1687-1756)
- 1750 – 1752 : Pietro Sarsana (Pietro Paolo Zarcona)
- 1752 – 1753 : Charles-Auguste Grelier de Concise (première fois)
- 1753 – 1754 : ....
- 1754 : Charles-Auguste Grelier de Concise (deuxième fois)
- 1754 - 1755 : Alexandre Dussel de Chasteauvert (première fois)
- 1756 – 1757 : Alexandre Dussel de Chasteauvert (deuxième fois)
- 1758 – 1764 : Charles de Guast (deuxième fois)
- 1764 – 1765 : Bernardo Rondinelli
- 1765 – 1766 : Charles de Guast (troisième fois)
- 1766 – 1774 : ....
- 1774 – 1775 : Klemens Fürst von Hohenlohe-Waldenburg-Bartenstein, Prince Clemente Armando Hohenlohe (1732-1792) (première fois)
- 1775 – 1778 : ....
- 1778 – 1779 : Klemens Fürst von Hohenlohe-Waldenburg-Bartenstein, Prince Clemente Armando Hohenlohe (1732-1792) (deuxième fois)
- 1779 – 1781 : ....
- 1781 – 1782 : Giuseppe Bonelli
- 1782 – 1784 : ....
- 1784 – 1787 : Ugolino Cambi
- 1787 – 1798 : Gilberto-Maria des Boys
- 1798 - 12 juin 1798 : Pierre-Antoine-Charles de Mesgrigny de Villebertain (1747-1828)

## Durant la domination française sur l'île de Malte
- 12 juin 1798 - 28 octobre 1798 Jean-Louis-Ébénézer Reynier (1771 - 1814)
- 18 septembre 1798 – 20 août 1801 : Saverio Cassar (1745 - 1805) : Gozo est alors un territoire quasi indépendant sous la direction de Don Saverio Cassar.

## Durant la domination britannique

### Gouverneurs
- 20 août 1801 – 19 octobre 1802 : Emmanuel Vitale (1759 - 1802)
- 19 octobre 1802 – 15 octobre 1814 : Filippo Castagna

### Officiers civils supérieurs (Chief civil officers)
- 15 octobre 1814 - 1816 : Robert Carter
- 1er mai 1816 - 1818 : John Otto Bayer (première fois) : (1827/28)
- 3 mars 1818 – 1818 : Fraser
- 27 juin 1818 – 1819 : Gerard De Courcy
- 15 décembre 1819 -  1er juin 1823 : John Otto Bayer (deuxième fois)

### Lieutenants Gouverneurs (Lieutenant governors)
- 1er juin 1823 – 1826 : John Otto Bayer
- 22 septembre 1826 -  1er avril 1838 : Charles Andrews Bayley (1782? - 1852)

### Officiers civils supérieurs (Chief civil officers)
- 1er avril 1838 -  1er janvier 1850 : Charles Andrews Bayley

### Officiers civils supérieurs non-officiels (Chief civil officers non-official)
- 1er janvier 1850 -  1er janvier 1859 : Paolo Lanfranco
- 1er janvier 1859 – 24 novembre 1880 : Felice Mercieca
- 1880 - 1884 : Giuseppe Borg

### Secrétaires assistants de gouvernement (Assistant Secretaries to the Government)
- 1884 - 1886 : Sir Richard Micallef (1846 - 1933)
- 1886 - 1891 : Paolo Trapani
- 1891 - 1899 : Camillo Gatt
- 1899 - 1909 : Edward Casolani
- 1909 - 1922 : William C. Millard
- 15 mai 1922 -  2 juin 1922 : Alfonso Tonna Barthet

### Commissaires de Gozo (Commissioners for Gozo)
- 2 juin 1922 - 1926 : Alfonso Tonna Barthet (première fois)
- 1926 - 1927 : Lorenzo Pace (1897 - 19??)
- 1927 - 1933 : Alfonso Tonna Barthet (deuxième fois)
- 1933 - 1934 : Poste supprimé
- 1934 - 1935 : Roger Farrugia
- 1936 - 1940 : Joseph M. Borg Cardona (1891 - 19??)
- 1940 - 1942 : William Oscar Martin
- 1942 - 1944 : George J. Ransley (1900 - 1983)
- 1944 - 1956 : Edgar G. Montanaro
- 1956 - 1957 : V.J. Castillo (1913)
- 1958 - 1960 : Joseph W. Attard (première fois) (1912 - 1989)
- 1960 - 1961 : Edgar Cassar
- 1962 - 1966 : Henry J. Fiteni